# Amphiodia violacea
Amphiodia violacea is een slangster uit de familie Amphiuridae. Het is de typesoort van het geslacht Amphiodia. De wetenschappelijke naam van de soort werd als Amphiura violacea in 1856 gepubliceerd door Christian Frederik Lütken.